# Peter Adelaar
Peter Adelaar (ur. 26 lutego 1947 w Amsterdamie, zm. 14 października 2004 tamże) – holenderski judoka. Olimpijczyk z Moskwy 1980, gdzie zajął dziesiąte miejsce w wadze ciężkiej i piętnaste w kategorii open.
Piąty na mistrzostwach świata w 1973; uczestnik zawodów w 1971, 1979 i 1981. Zdobył sześć medali na mistrzostwach Europy w latach 1973 − 1980 roku.

## Letnie Igrzyska Olimpijskie 1980
| Konkurencja | Rundy eliminacyjne      | Klas. końcowa |
| Konkurencja | Przeciwnik I            | Miejsce       |
| ----------- | ----------------------- | ------------- |
| +95 kg      | Vladimír Kocman (TCH) P | 10.           |

| Konkurencja | Rundy eliminacyjne  | Klas. końcowa |
| Konkurencja | Przeciwnik I        | Miejsce       |
| ----------- | ------------------- | ------------- |
| Open        | Arthur Mapp (GBR) P | 15.           |